# Impedancja falowa
Impedancja falowa – wielkość opisująca właściwości ośrodka lub układu przenoszącego falę niestojącą, będąca miarą oporu, jaki ośrodek ten stawia drganiom podczas jej rozchodzenia się.

## Impedancja linii elektrycznej

Schemat pokazujący elementarny fragment linii transmisyjnej

Impedancja falowa linii elektrycznej jest definiowana jako stosunek napięcia przemiennego na wejściu linii, do natężenia prądu jakie to napięcie wywołuje w linii, przy założeniu, że w linii nie występują odbicia fali. Impedancję definiuje się dla każdego ośrodka, w którym przenoszone są fale elektromagnetyczne.
Jednostką impedancji falowej, podobnie jak impedancji w obwodach elektrycznych, jest om.
Z modelu linii transmisyjnej i zastosowanych do niej równań telegrafistów wynika, że impedancja charakterystyczna linii transmisyjnej wynosi:
{\displaystyle Z_{0}={\sqrt {\frac {R+j\omega L}{G+j\omega C}}}}
gdzie:
{\displaystyle R} – rezystancja jednostki długości linii
{\displaystyle L} – indukcyjność jednostki długości linii
{\displaystyle G} – konduktancja jednostki długości linii
{\displaystyle C} – pojemność jednostki długości
{\displaystyle j} – jednostka urojona
{\displaystyle \omega } – pulsacja.
Dla linii o małych stratach {\displaystyle R} i {\displaystyle G} można pominąć – wówczas impedancja falowa jest równa:
{\displaystyle Z={\sqrt {\frac {L}{C}}}}
Impedancja falowa ośrodków dielektrycznych dla fali elektromagnetycznej, w tym i dla światła, jest równa:
{\displaystyle Z={\sqrt {\frac {\mu }{\varepsilon }}}}
Impedancja falowa próżni jest równa:
{\displaystyle Z_{0}={\sqrt {\frac {\mu _{0}}{\varepsilon _{0}}}}=120\pi \Omega }
Jest to jednak wielkość teoretyczna. W rzeczywistych liniach o skończonej długości lub niejednorodności parametrów w różnych miejscach linii dochodzi do odbić, które zmieniają warunki pomiaru.
Praktycznie wartość impedancji wyznacza się przez pomiar pośredni, mierząc impedancję wejściową i impedancję wyjściową. Pierwiastek kwadratowy z iloczynu tych wartości jest równy impedancji falowej linii.
Fizycznie rozumie się przez to impedancję, jaką „widzi” fala padająca w kierunku swojego toru.
W teorii:
1. Impedancja wejściowa linii długiej zwartej na końcu dąży do impedancji falowej.
2. Impedancja wejściowa linii długiej obciążonej dwójnikiem o wartości impedancji falowej eliminuje falę odbitą oraz, dla każdej częstotliwości, dąży do impedancji falowej.

Impedancja linii jest parametrem odpowiadającym za odbicia sygnału na granicy różnych linii. W przypadku połączenia dwóch linii o impedancjach {\displaystyle Z_{1}} i {\displaystyle Z_{2},} gdy przejście między liniami jest znacznie mniejsze od długości rozchodzącej się w linii fali, współczynnik odbicia fali jest równy:
{\displaystyle R_{12}={\frac {Z_{1}-Z_{2}}{Z_{1}+Z_{2}}}}
Współczynnik transmisji określa wzór:
{\displaystyle T_{12}={\frac {2Z_{2}}{Z_{1}+Z_{2}}}}

## W optyce
Powyższy wzór ma też zastosowanie dla fal świetlnych, gdy światło pada prostopadle na granicę ośrodków.
Dla częstotliwości fal świetlnych w wielu materiałach przenikalność względna jest bliska jedności, dlatego dla tych materiałów:
{\displaystyle Z={\sqrt {\frac {1}{\varepsilon }}}={\frac {1}{n}}}
Współczynnik odbicia przyjmuje wówczas postać:
{\displaystyle R_{12}={\frac {n_{2}-n_{1}}{n_{2}+n_{1}}}}
Współczynnik odbicia, gdy jednym z ośrodków jest próżnia lub powietrze, ma postać:
{\displaystyle R={\frac {1-n}{1+n}}}
gdzie:
{\displaystyle n} – współczynnik załamania światła.